# Жальгіріс (Вільнюс)
Жа́льгіріс (лит. Žalgiris) — литовський футбольний клуб з міста Вільнюс, один з найтитулованіших клубів країни. Виступає в А лізі.

## Історія

### 1947—1961
Після закінчення війни постало питання про створення литовського клубу, який би представляв республіку в чемпіонаті СРСР (фактично збірна Литви), і таку команду було створено на базі спортивного товариства «Динамо». До її складу було зібрано найкращих литовських футболістів, і в дебютному сезоні команда посіла 8-е місце у Центральній зоні Другої групи. З 1948 року команда підпорядковується вже товариству «Спартак». У сезонах 1953, 1960 та 1961 років «Спартак» грав у найвищому ешелоні чемпіонату СРСР - Класі А.

### 1962—1982
1962 року команда переходить під керівництво республіканського спортивного товариства «Жальгіріс», успадковуючи від «Спартака» місце у класі А. Щоправда, в тому сезоні команда займає останнє з 22 місць і вибуває з найсильнішого дивізіону аж до 1983 року. Протягом 1963-1971 років «Жальгіріс» грає у Першій лізі, з 1972 у Другій.
У 1977 тренером команди стає Беньямінас Зелькявічюс, який працює з командою, з перервами, аж до 1996 року. З його ім'ям пов'язані найуспішніші виступи в історії клубу. Вже у тому ж 1977 році «Жальгіріс» виграє першість Другої ліги і піднімається у Першу.
Протягом п'яти сезонів вільнюська команда впевнено грає у Першій лізі, доки у 1982 році не посідає перше місце і після двадцятирічної перерви не повертається у Вищу лігу.

### 1983—1989
Починаючи з 1983 року і аж до здобуття Литвою незалежності «Жальгіріс» виступає у Вищій лізі Чемпіонату СРСР. Всі ці сезони клуб завершує у верхній частині турнірної таблиці.
Сезон 1987 року став найуспішнішим в історії команди: «Жальгіріс» посідає 3-ю сходинку і отримує право на участь у Кубку УЄФА. Під прапором студентської збірної СРСР у 1987 році перемагає на Всесвітній Універсіаді.
1988 року «Жальгіріс» виходить з-під опіки однойменного спортивного товариства, засновується професійний футбольний клуб. Дебют у єврокубках не вдається: після домашньої перемоги 2:0, у Відні місцева «Аустрія» впевнено бере реванш - 2:5. Наступного сезону «Жальгіріс» у Кубку УЄФА спочатку проходить шведський «Гетеборг», але потім програє югославській «Црвені Звезді».

### 1990—2008

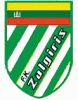
Емблема до 2009 року

1990 року Литва проголошує незалежність, і керівництво вільнюського клубу вирішило відмовитися від участі у Чемпіонаті СРСР. Тоді ФІФА за клопотанням Федерації футболу СРСР забороняє грати литовським клубам та збірній цієї країни в міжнародних турнірах. Це тривало до 1991 року, коли санкції було знято, а Литва стала членом ФІФА та УЄФА. Протягом дев'яностих років «Жальгіріс» є одним з лідерів литовського футболу, безпосередньо сперечається за чемпіонське звання, хоча у єврокубках переважно вибуває вже на початкових стадіях. З 1999 року виступи команди поступово погіршуються, у 2002 команда фінішує за межами першої трійки, а у 2005 взагалі в нижній частині турнірної таблиці - на 8-й сходинці.

### З 2009
В травні 2008 року президент клубу Вадим Костуєв заарештований у Москві. З того часу у команди починаються серйозні фінансові проблеми, виникає заборгованість перед футболістами. У сезоні 2009 року клуб спочатку відмовляється брати участь, а потім заявляється у другу за значенням литовську лігу. Домашні матчі команда проводить вже не на п'ятнадцятитисячному стадіоні «Жальгіріс», а на невеличкому «Вінгісі» в однойменному міському парку.
З 2010 клуб знову виступає в А лізі, одразу завоювавши бронзові медалі. У 2011 та 2012 столичний клуб фінішує другим, а останні два сезони в активі команди золото.
З 2022 рік ФК «Жальгіріс» представив нового генерального спонсора. У сезонах 2022 та 2023 років логотип Betsafe буде на передній частині футболки чемпіона Литви.

## Попередні назви
- 1947 — «Динамо»;
- 1948—1961 — «Спартак»;
- з 1962 року — «Жальгіріс».

## Досягнення
- Чемпіон Литви (11): 1991, 1992, 1999 (в), 2013, 2014, 2015, 2016, 2020, 2021, 2022, 2024
- Володар Кубка Литви (14): 1991, 1993, 1994, 1997, 2003, 2012, 2012-13, 2013-14, 2014-15, 2015-16, 2016, 2018, 2021, 2022
- Володар Суперкубка Литви (9): 2003, 2013, 2014, 2015, 2016, 2017, 2020, 2023, 2025
- Бронзовий призер чемпіонату СРСР (1): 1987
- Переможець першої ліги СРСР (1): 1982

## Сезони (2009—...)
| Сезон | Рівень | Ліга       | Місце | Примітки |
| ----- | ------ | ---------- | ----- | -------- |
| 2009  | 2.     | Перша ліга | 6.    | [ 2 ]    |
| 2010  | 1.     | А-ліга     | 3.    | [ 3 ]    |
| 2011  | 1.     | А-ліга     | 2.    | [ 4 ]    |
| 2012  | 1.     | А-ліга     | 2.    | [ 5 ]    |
| 2013  | 1.     | А-ліга     | 1.    | [ 6 ]    |
| 2014  | 1.     | А-ліга     | 1.    | [ 7 ]    |
| 2015  | 1.     | А-ліга     | 1.    | [ 8 ]    |
| 2016  | 1.     | А-ліга     | 1.    | [ 9 ]    |
| 2017  | 1.     | А-ліга     | 2.    | [ 10 ]   |
| 2018  | 1.     | А-ліга     | 2.    | [ 11 ]   |
| 2019  | 1.     | А-ліга     | 2.    | [ 12 ]   |
| 2020  | 1.     | А-ліга     | 1.    | [ 13 ]   |
| 2021  | 1.     | А-ліга     | 1.    | [ 14 ]   |
| 2022  | 1.     | А-ліга     | 1.    | [ 15 ]   |
| 2023  | 1.     | А-ліга     | 2.    | [ 16 ]   |
| 2024  | 1.     | А-ліга     | 1.    | [ 17 ]   |

## Виступи в єврокубках
| Сезон     | Змагання               | Раунд   | Країна             | Клуб                  | Вдома    | На виїзді    | В сукупності     |
| --------- | ---------------------- | ------- | ------------------ | --------------------- | -------- | ------------ | ---------------- |
| 1988–89   | Кубок УЄФА             | 1/32    | Австрія            | Аустрія Відень        | 2–0      | 2–5          | 4–5              |
| 1989–90   | Кубок УЄФА             | 1Р      | Швеція             | Гетеборг              | 2–0      | 0–1          | 2–1              |
| 1989–90   | Кубок УЄФА             | 2Р      | Югославія          | Црвена Звезда         | 0–1      | 1–4          | 1–5              |
| 1992–93   | Ліга Чемпіонів         | 1Р      | Нідерланди         | ПСВ                   | 0–2      | 0–6          | 0–8              |
| 1993–94   | Кубок володарів кубків | 1КР     | Словаччина         | Кошице                | 0–1      | 1–2          | 1–3              |
| 1994–95   | Кубок володарів кубків | 1КР     | Уельс              | Баррі Таун            | 6–0      | 1–0          | 7–0              |
| 1994–95   | Кубок володарів кубків | 1Р      | Нідерланди         | Феєнорд               | 1–1      | 1–2          | 2–3              |
| 1995–96   | Кубок володарів кубків | 1КР     | Словенія           | Мура                  | 2–0      | 1–2          | 3–2              |
| 1995–96   | Кубок володарів кубків | 1Р      | Туреччина          | Трабзонспор           | 2–2      | 0–1          | 2–3              |
| 1996–97   | Кубок УЄФА             | ПР      | Північна Ірландія  | Крузейдерс            | 2–0      | 1–2          | 3–2              |
| 1996–97   | Кубок УЄФА             | 1Р      | Шотландія          | Абердин               | 1–4      | 3–1          | 4–5              |
| 1997–98   | Кубок володарів кубків | 1КР     | Ізраїль            | Хапоель Беер-Шева     | 0–0      | 1–2 (дод.ч.) | 1–2              |
| 1998–99   | Кубок УЄФА             | 1КР     | Ісландія           | Акранес               | 1–0      | 2–3          | 3–3 (г)          |
| 1998–99   | Кубок УЄФА             | 2КР     | Норвегія           | Бранн                 | 0–0      | 0–1          | 0–1              |
| 1999–2000 | Ліга Чемпіонів         | 1КР     | Вірменія           | Аракс Арарат          | 2–0      | 3–0          | 5–0              |
| 1999–2000 | Ліга Чемпіонів         | 2КР     | Україна            | Динамо Київ           | 0–1      | 0–2          | 0–3              |
| 2000–01   | Кубок УЄФА             | 1КР     | Польща             | Рух Хожув             | 2–1      | 0–6          | 2–7              |
| 2001–02   | Кубок УЄФА             | 1КР     | Ізраїль            | Маккабі Тель-Авів     | 0–1      | 0–6          | 0–7              |
| 2002      | Кубок Інтертото        | 1Р      | Угорщина           | Будапешт Гонвед       | 0–0      | 1–0          | 1–0              |
| 2002      | Кубок Інтертото        | 2Р      | Франція            | Сошо                  | 1–2      | 0–2          | 1–4              |
| 2003      | Кубок Інтертото        | 1Р      | Швеція             | Ергрюте               | 1–1      | 0–3          | 1–4              |
| 2004–05   | Кубок УЄФА             | 1КР     | Північна Ірландія  | Портадаун             | 2–0      | 2–2          | 4–2              |
| 2004–05   | Кубок УЄФА             | 2КР     | Данія              | Ольборг               | 1–3      | 0–0          | 1–3              |
| 2005      | Кубок Інтертото        | 1Р      | Північна Ірландія  | Лісберн Дістіллері    | 1–0      | 1–0          | 2–0              |
| 2005      | Кубок Інтертото        | 2Р      | Латвія             | Дінабург              | 2–0      | 1–2          | 3–2              |
| 2005      | Кубок Інтертото        | 3Р      | Греція             | Егалео                | 2–3      | 3–1          | 5–4              |
| 2005      | Кубок Інтертото        | 1/2     | Румунія            | ЧФР Клуж              | 1–2      | 1–5          | 2–7              |
| 2012–13   | Ліга Європи            | 2КР     | Австрія            | Адміра Ваккер Медлінг | 1–1      | 1–5          | 2–6              |
| 2013–14   | Ліга Європи            | 1КР     | Ірландія           | Сент-Патрікс Атлетік  | 2–2      | 2–1          | 4–3              |
| 2013–14   | Ліга Європи            | 2КР     | Вірменія           | Пюнік                 | 2–0      | 1–1          | 3–1              |
| 2013–14   | Ліга Європи            | 3КР     | Польща             | Лех                   | 1–0      | 1–2          | 2–2 (г)          |
| 2013–14   | Ліга Європи            | ПО      | Австрія            | Ред Булл Зальцбург    | 0–2      | 0–5          | 0–7              |
| 2014–15   | Ліга Чемпіонів         | 2КР     | Хорватія           | Динамо Загреб         | 0–2      | 0–2          | 0–4              |
| 2015–16   | Ліга Чемпіонів         | 2КР     | Швеція             | Мальме                | 0–1      | 0–0          | 0–1              |
| 2016–17   | Ліга Чемпіонів         | 2КР     | Казахстан          | Астана                | 0–0      | 1–2          | 1–2              |
| 2017–18   | Ліга Чемпіонів         | 2КР     | Болгарія           | Лудогорець            | 2–1      | 1–4          | 3–5              |
| 2018–19   | Ліга Європи            | 1КР     | Фарерські острови  | Клаксвік              | 1–1      | 2–1          | 3–2              |
| 2018–19   | Ліга Європи            | 2КР     | Ліхтенштейн        | Вадуц                 | 1–0      | 1–1          | 2–1              |
| 2018–19   | Ліга Європи            | 3КР     | Іспанія            | Севілья               | 0–1      | 0–5          | 0–6              |
| 2019–20   | Ліга Європи            | 1КР     | Угорщина           | Будапешт Гонвед       | 1–1      | 1–3          | 2–4              |
| 2020–21   | Ліга Європи            | 1КР     | Естонія            | Пайде                 | 2–0      | Н/Д          | Н/Д              |
| 2020–21   | Ліга Європи            | 2КР     | Норвегія           | Буде-Глімт            | Н/Д      | 1–3          | Н/Д              |
| 2021–22   | Ліга Чемпіонів         | 1КР     | Північна Ірландія  | Лінфілд               | 3–1      | 2–1          | 5–2              |
| 2021–22   | Ліга Чемпіонів         | 2КР     | Угорщина           | Ференцварош           | 1–3      | 0–2          | 1–5              |
| 2021–22   | Ліга Європи            | 3КР     | Словенія           | Мура                  | 0–1      | 0–0          | 0−1              |
| 2021–22   | Ліга конференцій       | ПО      | Норвегія           | Буде-Глімт            | 2–2      | 0–1          | 2–3              |
| 2022–23   | Ліга Чемпіонів         | 1КР     | Косово             | Балкані               | 1–0 (дч) | 1–1          | 2–1              |
| 2022–23   | Ліга Чемпіонів         | 2КР     | Швеція             | Мальме                | 1–0      | 2–0          | 3–0              |
| 2022–23   | Ліга Чемпіонів         | 3КР     | Норвегія           | Буде-Глімт            | 1–1      | 0–5          | 1–6              |
| 2022–23   | Ліга Європи            | ПО      | Болгарія           | Лудогорець            | 3–3 (дч) | 0–1          | 3–4              |
| 2022–23   | Ліга конференцій       | Група H | Швейцарія          | Базель                | 0–1      | 2–2          | 4-е              |
| 2022–23   | Ліга конференцій       | Група H | Словаччина         | Слован (Братислава)   | 1–2      | 0–0          | 4-е              |
| 2022–23   | Ліга конференцій       | Група H | Вірменія           | Пюнік                 | 2–1      | 0–2          | 4-е              |
| 2023–24   | Ліга чемпіонів         | 1КР     | Північна Македонія | Струга                | 0–0      | 2–1          | 2–1              |
| 2023–24   | Ліга чемпіонів         | 2КР     | Туреччина          | Галатасарай           | 2–2      | 0–1          | 2−3              |
| 2023–24   | Ліга Європи            | 3КР     | Швеція             | Геккен                | 1–3      | 0–5          | 1–8              |
| 2023–24   | Ліга конференцій       | ПО      | Угорщина           | Ференцварош           | 0–4      | 0–3          | 0–7              |
| 2024–25   | Ліга конференцій       | 1КР     | Фінляндія          | ВПС                   | 1–0      | 2–1          | 3–1              |
| 2024–25   | Ліга конференцій       | 2КР     | Кіпр               | Пафос                 | 2–1      | 0–3 (дч)     | 2−4              |
| 2025–26   | Ліга Чемпіонів         | 1КР     | Мальта             | Хамрун Спартанс       | 2–0      | 0–2          | 2−2 (пен. 10:11) |
| 2025–26   | Ліга конференцій УЄФА  | 2КР     |                    |                       |          |              |                  |